# William Ficker
William Peter Ficker (12 de diciembre de 1927-13 de marzo de 2017) fue un deportista estadounidense que compitió en vela en la clase Star. Ganó dos medallas en el Campeonato Mundial de Star, oro en 1958 y bronce en 1959.

## Palmarés internacional
| Campeonato Mundial | Campeonato Mundial             | Campeonato Mundial | Campeonato Mundial |
| Año                | Lugar                          | Medalla            | Clase              |
| ------------------ | ------------------------------ | ------------------ | ------------------ |
| 1958               | San Diego (Estados Unidos)     | Medalla de oro     | Star               |
| 1959               | Newport Beach (Estados Unidos) | Medalla de bronce  | Star               |